# 洪钧故居及庄祠
洪钧故居及庄祠，位于江苏省苏州市姑苏区平江街道临顿路悬桥巷27号、29号。建于清代，保存较完好，为苏州市文物保护单位。

## 历史
洪钧（1839年 - 1893年），字陶土，苏州人，同治七年（1868年）戊辰科状元，历任翰林院编修、督学、詹事、内阁学士、礼部侍郎、兵部左侍郎、总理各国事务衙门大臣等，曾出使欧洲，担任清廷驻俄国、德国、奥匈帝国、荷兰四国公使，是中国外交史上的重要人物之一。利用出使之便，引注外文文献而编著成《元史译文证补》，是利用外国文献考证中国史的第一人。出使前纳赛金花为妾。
洪钧祖宅在道前街北侧的西支家巷，这处洪钧故居为洪钧及第入仕后所建，光绪八年壬午（1882年）新宅建成，十月，洪钧江西学政任期满，回籍省亲。十一月初十日清晨，洪钧携家眷搬入新家，子洪洛与陆润庠之女在此成婚。光绪十二年丙戌（1886年）十月廿六日，四十七岁的洪钧在回乡丁忧期间，纳妾赛金花。
“桂荫义庄”（洪氏祠堂）系洪钧出仕京城时，妻子何夫人“善承公志，斥家财为义庄，规划井井”，赡济宗亲，命儿子洪洛“建庄赡祖，义声著于乡里”。
1956年，第三代洪桐将祖传的“状元府”上交国家。第四代洪传心在1968年被赶出自留小院，现仍居住于内。

## 建筑
洪钧故居及庄祠建筑群坐北朝南，占地总面积约3000平方米，共分三路七进。后门原临河，架有廊桥通蕞葭巷，河道已于1958年填没。
西路（27号）故居前后七进，前有照壁，沿轴线依次为门厅、轿厅、花厅、大厅、堂楼、上房、下房，第四进大厅“桂荫堂”已拆除，现存门厅、轿厅、花厅、堂楼等。花厅前院内曾有亭子、旱船、假山、桂花树，已不存。第五进堂楼曾为赛金花居住地。堂楼与上房连以厢楼和旱桥。
东路（29号）名为“桂荫义庄”，为洪氏祠堂，呈四合院布局，西、北两面被住宅包围。有门厅、享堂等，东西两侧有廊庑各6间。享堂面阔三间11米，进深8.6米，扁作梁，前船篷轩，外檐施斗拱，梁枋作浅浮雕。曾由区环卫站使用。
祠堂以北为中路，包括前部楼屋3间，连东西两厢，以及后部上房一进。东路有花厅及两进上房。
三路之间设有避弄，在西路与祠堂之间，至享堂北东折，复北转，贯通中路及东路。
现东路为洪氏纪念堂、西路为民居。现为《状元文化展示馆》。

## 保护
1998年11月24日，苏州市人民政府公布，其入选第四批苏州市文物保护单位。
2020年11月30日，姑苏区人民政府发布《姑苏区人民政府关于公布古城保护示范工程（平江片区）重点功能区保护修缮工程一期（悬桥巷29、33号洪钧故居及周边老宅）项目房屋征收补偿方案征求意见及修改情况的通知》。